# Edon Zhegrova
Edon Lulzim Zhegrova (* 31. března 1999) je kosovský profesionální fotbalista, který hraje na pozici pravého křídelníka za francouzský klub Lille OSC. Narodil se v Německu, ale hraje za kosovský národní tým.

## Klubová kariéra

### Počátky kariéry
Zhegrova je produktem mládežnických systémů různých kosovských a belgických týmů. V roce 2012 byl zvolen nejlepším hráčem milánského juniorského kempu, který se konal v Kosovu.

### Genk
Dne 22. března 2017 přestoupila do belgického týmu KRC Genk. Dne 10. září 2017 debutoval při venkovní remíze 1:1 proti Gentu poté, co v 80. minutě nastoupil jako náhradník místo Ruslana Malinovského.

### Basilej

#### Hostování
Dne 4. února 2019 Genk oznámil hostování Zhegrovy do švýcarského týmu FC Basilej. Později ve stejný den Basilej potvrdil, že se připojil na hostování na jedna a půl sezóny a obdržel dres s číslem 30. Dne 23. února 2019 debutoval při venkovní výhře 2:0 nad Neuchâtelem Xamax poté, co v 83. minutě nastoupil jako náhradník místo Valentina Stockera. Svůj první gól za svůj nový klub vstřelil 25. září 2019 v domácím zápase v St. Jakob-Parku proti Curychu, když Basilej vyhrála 4:0. Byl to třetí gól zápasu.

#### Návrat jako trvalý hráč
Dne 22. září 2020 podepsal s Basilejem tříletou smlouvu a obdržel dres s číslem 30. O pět dní později debutoval při venkovní výhře 1:0 nad Servette poté, co byl jmenován do základní sestavy. Sedm dní po debutu vstřelila Zhegrova svůj první gól za Basilej ve svém třetím vystoupení za klub při domácím vítězství 3:2 nad Lucernem ve švýcarské Super League.
Dne 14. ledna 2022 klub oznámil, že Zhegrova přestoupil a podepsal smlouvu s francouzským týmem Lille za nezveřejněnou částku. Během tří let v klubu od ledna 2019 do ledna 2022 odehrál za Basilej celkem 89 zápasů, ve kterých vstřelil celkem 15 gólů. 60 z těchto zápasů bylo ve švýcarské Super League, 3 ve Švýcarském poháru, 11 v Evropské a Konferenční lize a 15 byly přátelské zápasy. V domácí lize vstřelil 9 branek, v Konferenční lize 2 a další 4 vstřelil během přátelských zápasů.

### Lille
Dne 14. ledna 2022 podepsal Zhegrova čtyřletou smlouvu s klubem Ligue 1 Lille a získal dres s číslem 23. Lille údajně zaplatilo přestupovou částku 7 milionů eur. O osm dní později byl poprvé jmenován náhradníkem Lille v ligovém zápase proti Brestu. Jeho debut v dresu Lille přišel 6. února při domácí porážce 1:5 s Paris Saint-Germain poté, co v 85. minutě nastoupil jako náhradník místo Jonathana Bamby. Měsíc po debutu vstřelil Zhegrova svůj první gól za Lille ve svém čtvrtém vystoupení za klub při domácím vítězství 4:0 nad Clermontem.

## Reprezentační kariéra
Jako etnický Albánec měl možnost hrát za Albánii, ale rozhodl se zastupovat Kosovo. V srpnu 2017 Zhegrova odmítl povolání z kosovské reprezentace do 21 let z důvodu, že je pro něj důležitější, aby se prozatím soustředil na klubový fotbal. Dne 6. března 2018 se konečně rozhodl hrát za Kosovo. O třináct dní později byl povolán na přátelské zápasy proti Madagaskaru a Burkině Faso. Pět dní po povolání debutoval v dresu Kosova v zápase proti Madagaskaru poté, co byl jmenován do základní sestavy. Vstřelil jediný gól svého týmu při domácím vítězství 1:0 a stal se tak ve věku 18 let a 11 měsíců nejmladším kosovským střelcem v historii, když překonal rekord Bersanta Celiny.

## Osobní život
Narodil se v Herfordu v Německu kosovským rodičům z vesnice Dobrajë e Madhe u Lipljanu, která se později stala jeho dočasným bydlištěm poté, co se jeho rodina vrátila do kosovského hlavního města Prištiny po skončení války v Kosovu. Mladší sestra Zhegrovy Valza je zpěvačka.

## Statistiky

### Klubové
Platí k zápasu hranému 14. prosince 2024.
| Klub                | Sezóna            | Liga                   | Liga   | Liga | Národní pohár | Národní pohár | Kontinentální | Kontinentální | Ostatní | Ostatní | Celkově | Celkově |
| Klub                | Sezóna            | Soutěž                 | Zápasy | Góly | Zápasy        | Góly          | Zápasy        | Góly          | Zápasy  | Góly    | Zápasy  | Góly    |
| ------------------- | ----------------- | ---------------------- | ------ | ---- | ------------- | ------------- | ------------- | ------------- | ------- | ------- | ------- | ------- |
| Genk                | 2017/18           | Jupiler Pro League     | 12     | 1    | 2             | 0             | —             | —             | 1       | 0       | 15      | 1       |
| Genk                | 2018/19           | Jupiler Pro League     | 7      | 1    | 1             | 1             | 4             | 2             | —       | —       | 12      | 4       |
| Genk                | Celkově           | Celkově                | 19     | 2    | 3             | 1             | 4             | 2             | 1       | 0       | 27      | 5       |
| Basilej (hostování) | 2018/19           | Švýcarská Super League | 8      | 0    | 1             | 0             | —             | —             | —       | —       | 9       | 0       |
| Basilej (hostování) | 2019/20           | Švýcarská Super League | 14     | 2    | 1             | 0             | 3             | 0             | —       | —       | 18      | 2       |
| Basilej (hostování) | Celkově           | Celkově                | 22     | 2    | 2             | 0             | 3             | 0             | —       | —       | 27      | 2       |
| Basilej             | 2020/21           | Švýcarská Super League | 30     | 5    | 1             | 0             | 1             | 0             | —       | —       | 32      | 5       |
| Basilej             | 2021/22           | Švýcarská Super League | 8      | 2    | 0             | 0             | 7             | 2             | —       | —       | 15      | 4       |
| Basilej             | Celkově           | Celkově                | 38     | 7    | 1             | 0             | 8             | 2             | —       | —       | 47      | 9       |
| Lille               | 2021/22           | Ligue 1                | 13     | 2    | 0             | 0             | 1             | 0             | —       | —       | 14      | 2       |
| Lille               | 2022/23           | Ligue 1                | 22     | 3    | 3             | 1             | —             | —             | —       | —       | 25      | 4       |
| Lille               | 2023/24           | Ligue 1                | 33     | 6    | 3             | 3             | 11            | 3             | —       | —       | 47      | 12      |
| Lille               | 2024/25           | Ligue 1                | 13     | 4    | 0             | 0             | 9             | 4             | —       | —       | 22      | 8       |
| Lille               | Celkově           | Celkově                | 81     | 14   | 6             | 4             | 21            | 7             | —       | —       | 108     | 26      |
| Celkově v kariéře   | Celkově v kariéře | Celkově v kariéře      | 160    | 26   | 12            | 5             | 36            | 11            | 1       | 0       | 209     | 42      |

### Reprezentační
Platí k zápasu hranému 18. listopadu 2024.
| Národní tým | Rok     | Zápasy | Góly |
| ----------- | ------- | ------ | ---- |
| Kosovo      | 2018    | 8      | 2    |
| Kosovo      | 2019    | 9      | 0    |
| Kosovo      | 2020    | 5      | 0    |
| Kosovo      | 2021    | 2      | 0    |
| Kosovo      | 2022    | 4      | 1    |
| Kosovo      | 2023    | 6      | 1    |
| Kosovo      | 2024    | 8      | 1    |
| Celkově     | Celkově | 42     | 5    |

#### Reprezentační góly
Skóre a výsledky Kosova jsou vždy zapsány jako první. Góly Edona Zhegrovy jsou zvýrazněny.
| Gól | Datum           | Místo                                               | Soupeř     | Skóre | Výsledek | Soutěž                                            |
| --- | --------------- | --------------------------------------------------- | ---------- | ----- | -------- | ------------------------------------------------- |
| 1.  | 24. března 2018 | Stade Municipal Jean Rolland, Franconville, Francie | Madagaskar | 1:0   | 1:0      | Přátelský zápas                                   |
| 2.  | 29. května 2018 | Letzigrund, Curych, Švýcarsko                       | Albánie    | 3:0   | 3:0      | Přátelský zápas                                   |
| 3.  | 2. června 2022  | AEK Arena – Georgios Karapatakis, Larnaka, Kypr     | Kypr       | 2:0   | 2:0      | Liga národů UEFA 2022/23                          |
| 4.  | 28. března 2023 | Fadil Vokrri Stadium, Priština, Kosovo              | Andorra    | 1:0   | 1:1      | Kvalifikace na Mistrovství Evropy ve fotbale 2024 |
| 5.  | 12. října 2024  | Darius and Girėnas Stadium, Kaunas, Litva           | Litva      | 1:0   | 2:1      | Liga národů UEFA 2024/25                          |

## Úspěchy
KRC Genk
- Jupiler Pro League: 2018/19

FC Basilej
- Švýcarský pohár: 2018/19

Individuální
- Hráč měsíce Ligue 1: březen 2024